# كريل نصف محدودب
كريل نصف محدودب (الاسم العلمي: Euphausia hemigibba) هو نوع من المفصليات يتبع جنس الكريل من الفصيلة الكريلية.